# Циганешти (Бакау)
Циганешти (рум. Țigănești) насеље је у Румунији у округу Бакау у општини Вултурени. Oпштина се налази на надморској висини од 192 m.

## Становништво
Према подацима из 2002. године у насељу је живело 126 становника, од којих су сви румунске националности.